# Проценко Ярослав Валентинович
Ярослав Валентинович Проценко (нар. 19 січня 2002, с. Ставиське, Чернігівська область, Україна) — український футболіст, правий воротар харківського «Металіста 1925».

## Життєпис
Народився в селі Ставиське Чернігівської області. Вихованець київської ФК ім. Л.Яшина. Перші тренери — Олег Щиголь та Олексій Щиголь. У ДЮФЛУ з 2017 по 2019 рік виступав за київські «Зірку», РВУФК та ФК ім. Л.Яшина. Наприкінці лютого 2020 року опинився в структурі «Олександрії», але у футболці «олексів» провів лише 1 поєдинок у молодіжному чемпіонаті України. У другій половині сезону 2020/21 років виступав за ФК ім. Л.Яшина в аматорському чемпіонаті України, у складі якого й дебютував у дорослому футболі. Провів 5 поєдинків у вище вказаному турнірі.
На початку березня 2021 року перебрався до «Лівого берегу». На професійному рівні дебютував 5 вересня 2021 року в переможному (2:0) домашньому поєдинку 7-го туру групи А Другої ліги України проти столичного «Рубікону». Ярослав вийшов на поле в стартовому складі та відіграв увесь матч. У сезоні 2021/22 років виходив на поле у 8-ми матчах Другої ліги України. З березня по липень 2022 року перебував без клубу. На початку липня 2022 року перейшов до «Ниви». Проте в складі бузівського клубу не провів жодного офіційного матчу.
26 липня 2023 року підсилив «Гірник-Спорт». У футболці нового клубу дебютував 2 серпня 2023 року в переможному (1:0) домашньому поєдинку кубку України проти СК «Полтава». Проценко вийшов на поле в стартовому складі та відіграв увесь матч. У складі «Гірника-Спорту» в Першій лізі України дебютував 7 серпня 2023 року в переможному (1:0) домашньому поєдинку 2-го туру групи «Б» проти ФСК «Маріуполь». Проценко вийшов на поле в стартовому складі та відіграв увесь матч. У сезоні 2023/24 років провів 13 матчів у Першій лізі України та 2 поєдинки в національному кубку.
Восени 2023 року у складі студентської команди «Меркурій ДТЕУ» став срібним призером чемпіонату світу серед вищих навчальних закладів та найкращим воротарем вище вказаного турніру.
19 січня 2024 року підписав 3-річний контракт з «Металістом 1925». Вперше до заявки Прем'єр-ліги України потрапив 25 лютого 2024 року на програний (2:4) домашній поєдинок 18-го туру проти київського «Динамо», але просидів усі 90 хвилин просидів на лаві запасних. У вищому дивізіоні чемпіонату України дебютував 8 березня 2024 року в нічийному (1:1) домашньому поєдинку 20-го туру проти черкаського ЛНЗ. Ярослав вийшов на поле в стартовому складі та відіграв увесь матч. У весняно-літній частині сезону 2023/24 років виходив на поле в 3-х поєдинках Прем'єр-ліги України. Починаючи з сезони 2024/25 років виступає за резервну команду, але також потрапляв і до заявок першої команди на матчі Першої ліги.